# Gonialoe
Gonialoe (Baker) Boatwr. & J.C.Manning è un genere di piante succulente della famiglia delle Asphodelaceae.

## Tassonomia
Comprende tre specie, in precedenza attribuite al genere Aloe:
- Gonialoe dinteri (A.Berger) Boatwr. & J.C.Manning
- Gonialoe sladeniana (Pole-Evans) Boatwr. & J.C.Manning
- Gonialoe variegata (L.) Boatwr. & J.C.Manning